# Шакълфорд (окръг, Тексас)
Окръг Шакълфорд (на английски: Shackelford County) е окръг в щата Тексас, Съединени американски щати. Площта му е 2372 km², а населението - 3302 души (2000). Административен център е град Олбани.